# 1900 год в науке
В 1900 году были различные научные и технологические события, некоторые из которых представлены ниже.

## Достижения человечества

### Открытия
- Были открыты первые залежи урана в России: профессор И. А. Антипов и Б. Г. Карпов провели исследования руды Туя-Муюнского месторождения и определили наличие в них урана. И. А. Антипов выступил с этим открытием на заседании Петербургского минералогического общества[1].
- Максом Планком была выведена формула для распределения энергии.
- Джозеф Лармор впервые опубликовал преобразования Лоренца в современном виде (в монографии «Aether and Matter»)[2].

### Изобретения
- Цеппелин (жёсткий дирижабль): Фердинанд фон Цеппелин.

## Награды
- Ломоносовская премия[3]:53—108 — П. Г. Меликов и Л. В. Писаржевский за «Исследование над перекисями»[4].

## Родились
- 19 марта — Фредерик Жолио-Кюри, французский физик и общественный деятель, лауреат Нобелевской премии по химии (ум. 1958).
- 22 сентября — Сергей Иванович Ожегов, автор толкового словаря, выдержавшего 27 изданий на протяжении 48 лет (ум. 1964).
- 19 ноября — Михаил Алексеевич Лаврентьев, советский математик и механик, основатель Сибирского отделения АН СССР, академик и вице-президент АН СССР (ум. 1980).
- 6 декабря — Джордж Юджин Уленбек, американский физик-теоретик, один из соавторов открытия спина электрона (ум. 1988).

## Скончались
- 11 февраля — Андреас Федор Ягор, немецкий путешественник, этнолог и этнограф.
- 31 марта — Йозеф Грубер, австрийский отолог, профессор Венского университета; доктор медицины (род. в 1827 году)[5].
- 3 декабря — Фридрих Гофман, немецкий изобретатель (род. в 1818 году).